# El amor brujo (balletto)
El amor brujo (traduzione "L'amore stregone") è un balletto in un atto e due scene su musica di Manuel de Falla.

## Storia
Nel 1914 la celebre danzatrice di flamenco gitana Pastora Imperio espresse a De Falla il desiderio di ampliare il suo repertorio con una gitanerìa, ossia una pantomima completa di danza e canto ispirata alle leggende gitane. De Falla la compose su libretto di Gregorio Martínez Sierra. La prima rappresentazione avvenne a Madrid presso il Teatro Lara il 15 aprile 1915, ma si rivelò un insuccesso.
L'anno dopo De Falla rielaborò l'opera riducendone il tempo d'esecuzione, operando numerosi tagli e eliminando quasi completamente il canto, ridotto a sole tre canzoni per mezzosoprano. Questa nuova versione, presentata il 28 marzo 1916, riscosse invece un buon successo di critica e pubblico.
Nel 1924 De Falla rielaborò ulteriormente il materiale trasformando El amor brujo in un balletto, forma con la quale l'opera è maggiormente conosciuta al giorno d'oggi. 
Esiste infine una quarta versione per piano solo, che De Falla elaborò successivamente a partire da quattro movimenti della suite.

## Trama
La trama originaria dell'opera differisce profondamente da quella del balletto.

### Trama dell'opera
La storia, raccontata al librettista dalla madre di Pastora Imperio, si basa su una leggenda popolare. Ha per protagonista una gitana di nome Candela che è stata abbandonata da poco da un uomo che credeva la amasse. Così ella si rivolge ad una strega affinché le prepari un filtro d'amore per far tornare il suo uomo da lei; ella si reca presso l'antro di questa strega ma lo trova vuoto, così si improvvisa strega lei stessa ed il sortilegio riesce. L'uomo che l'aveva tradita appare d'un tratto nell'antro, non la riconosce, la scambia per la strega e ne ha paura. Candela lo avverte di aver lanciato da poco una maledizione su di lui che potrà essere spezzata solo tornando dalla sua precedente donna. L'uomo, che ha terrore della strega, promette che farà così, poi riconosce Candela, ma ormai il sortilegio ha funzionato ed egli non può più fare a meno di lei che ormai lo ha in pugno.

### Trama del balletto
Candela è una gitana andalusa che è stata promessa in sposa a un uomo che non ama, poiché ella è innamorata di Carmelo; a sua volta, il marito è innamorato di Lucìa. 
Dopo molti anni il marito di Candela muore ucciso dal marito di Lucìa. Candela sarebbe dunque finalmente libera di amare Carmelo, ma il fantasma di suo marito torna ogni notte e la costringe a ballare una danza forsennata (Danza del terror). Gli abitanti del villaggio rivelano a Candela che ciò è causato da una maledizione dovuta alle infedeltà reciproche dei due, e le viene indicata Lucìa come vero amore del marito; l'unico modo per liberarsene sarà danzare una danza rituale del fuoco (Danza ritual del fuego), ma anche questa non serve a liberare Candela dal fantasma di suo marito.
Candela allora escogita un trucco: fingendo di organizzare un appuntamento tra Lucìa e il fantasma di suo marito, inizia a danzare (Danza del juego del amor), ma all'ultimo momento si sostituisce alla sua rivale e l'anima di Lucìa è rapita dal fantasma.
Al sorgere dell'alba Candela e Carmelo sono finalmente liberi di amarsi.

## La musica
Falla, che attinge copiosamente e con squisita sapienza al repertorio storico della musica spagnola ci ha regalato uno dei suoi pezzi più belli con il suo Amor Brujo, ricco di melodie e cambi di tempo; sebbene la storia non sia estremamente avvincente e abbastanza breve, la musica, la coreografia e le ambientazioni creano un'atmosfera davvero gitana e riescono a trasportare lo spettatore completamente.
Molti pezzi del balletto di De Falla sono stati molto apprezzati dai pianisti e divennero famosi. Uno di loro, "La danza ritual del Fuego"(La danza rituale del Fuoco), fu il cavallo di battaglia del compositore.